# چای‌ساز

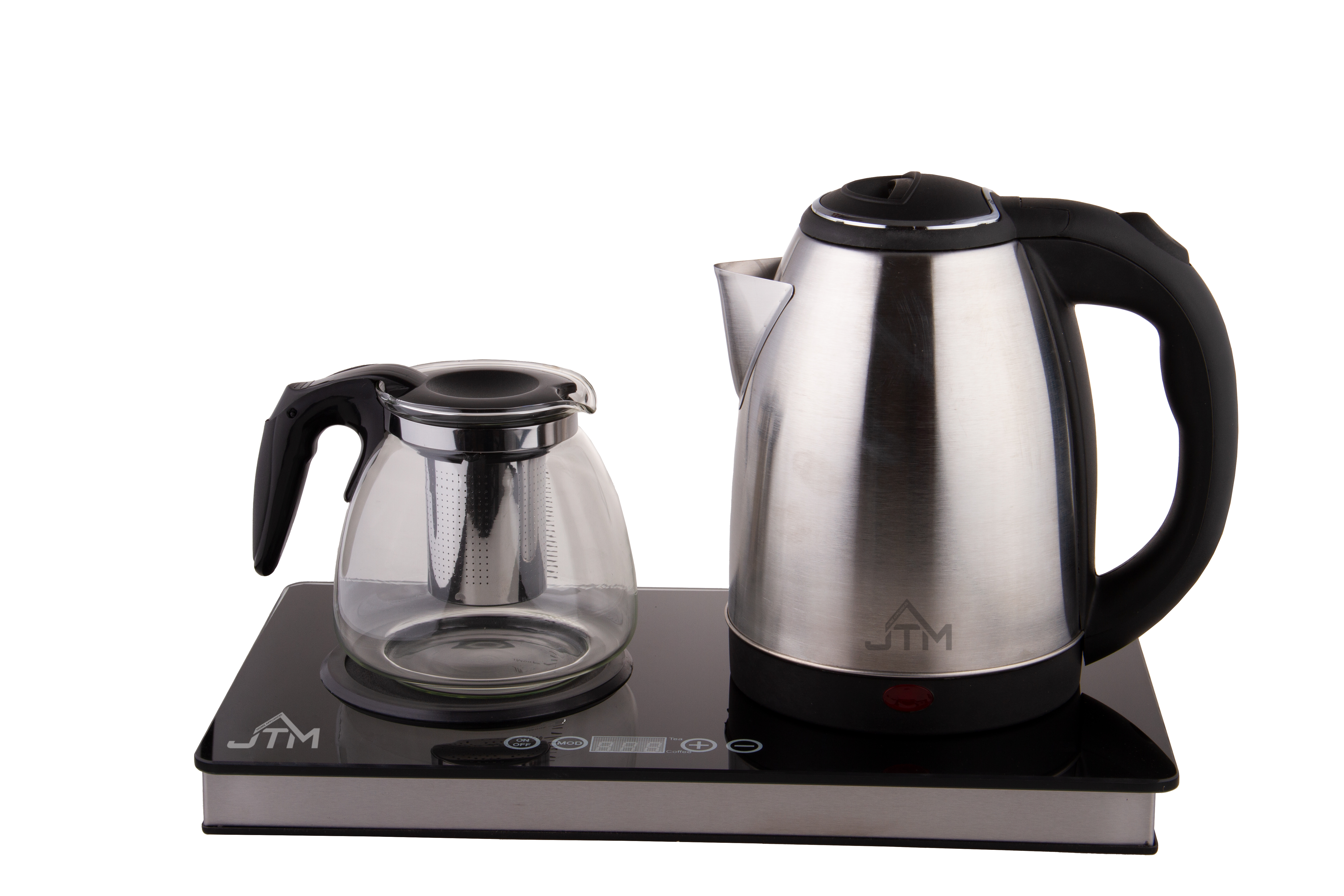
تصویر یک چای ساز

چای ساز وسیله ای برقی جهت آماده کردن و گرم نگه داشتن چای است.
این دستگاه یک وسیله با تکنولوژی پایین می‌باشد که از دو بخش تشکیل شده‌است. کتری و قوری. آب داخل کتری توسط یک المنت داخلی گرم و با وصل کردن کلید گرم شده و بعد از مدتی شروع به جوشیدن می‌کند. یک مدار کنترلی هنگام جوشیدن آب، برق المنت را قطع می‌کند. قوری نیز روی یک صفحه قرار می‌گیرد که گرمکن صفحه با وصل کردن کلیدی روشن شده و صفحه را گرم می‌کند. به این ترتیب قوری و چای آماده شده در داخل آن گرم نگه داشته می‌شود. همچنین در داخل قوری یک محفظه وجود دارد که چای را داخل آن ریخته و از پخش شدن چای در داخل قوری جلوگیری می‌کند.
چایسازها به‌طور کلی به ۴ دسته سرهمی، کنارهمی، قهوه‌سازی و چایسازاسپرسویی تقسیم می‌شوند. در مدل اسپرسویی غیر از مخزن آب سرد، یک مخزن جوش‌آوری (بویلر) استیل نیز درون دستگاه وجود دارد.برترین دسته بندی انواع چای ساز، چای ساز دستی و چای ساز اتوماتیک است.
در چای ساز دستی با دست آبجوش به داخل ریخته می شود.
اما چای ساز اتومات بدون دخالت دست و کاملا اتوماتیک، آب جوش داخل قوری ریخته می شود. جزئیات اتوماتیک بودن در انواع چای ساز هوشمند متفاوت است. چای ساز هوشمند، یکی از انواع جدید لوازم خانگی هوشمند است که قابلیت عملکرد خودکار دارد.